# 巨根狸藻
巨根狸藻（學名：Utricularia macrorhiza），又称普通狸藻，為狸藻屬多年生大型浮水食虫植物。其种加词“macrorhiza”来源于希腊文“makros”和“rhiza”，意为“长，巨型”和“根”，指其巨型的根。巨根狸藻原產於北美洲以及亞洲溫帶地区東部。花期为5月至9月，花黃色。

## 外部連結
- 食虫植物照片搜寻引擎中巨根狸藻的照片 （页面存档备份，存于）
- USDA plant profile （页面存档备份，存于） 美國農業部的巨根狸藻資訊
- Utricularia macrorhiza - Page Title 巨根狸藻的野生棲息地

 维基共享资源上的相關多媒體資源：巨根狸藻
 維基物種上的相關：巨根狸藻